# Leptagrion capixabae
Leptagrion capixabae é uma libélula neotropical da família dos cenagrionídeos (Coenagrionidae). É endêmica do Brasil. Em 2005, foi considerada como criticamente em perigo na Lista de Espécies da Fauna Ameaçadas do Espírito Santo; Em 2014 e 2018, respectivamente foi listada como criticamente em perigo no Livro Vermelho da Fauna Brasileira Ameaçada de Extinção e na Lista Vermelha do Livro Vermelho da Fauna Brasileira Ameaçada de Extinção do Instituto Chico Mendes de Conservação da Biodiversidade (ICMBio).